# Angelika Bartsch

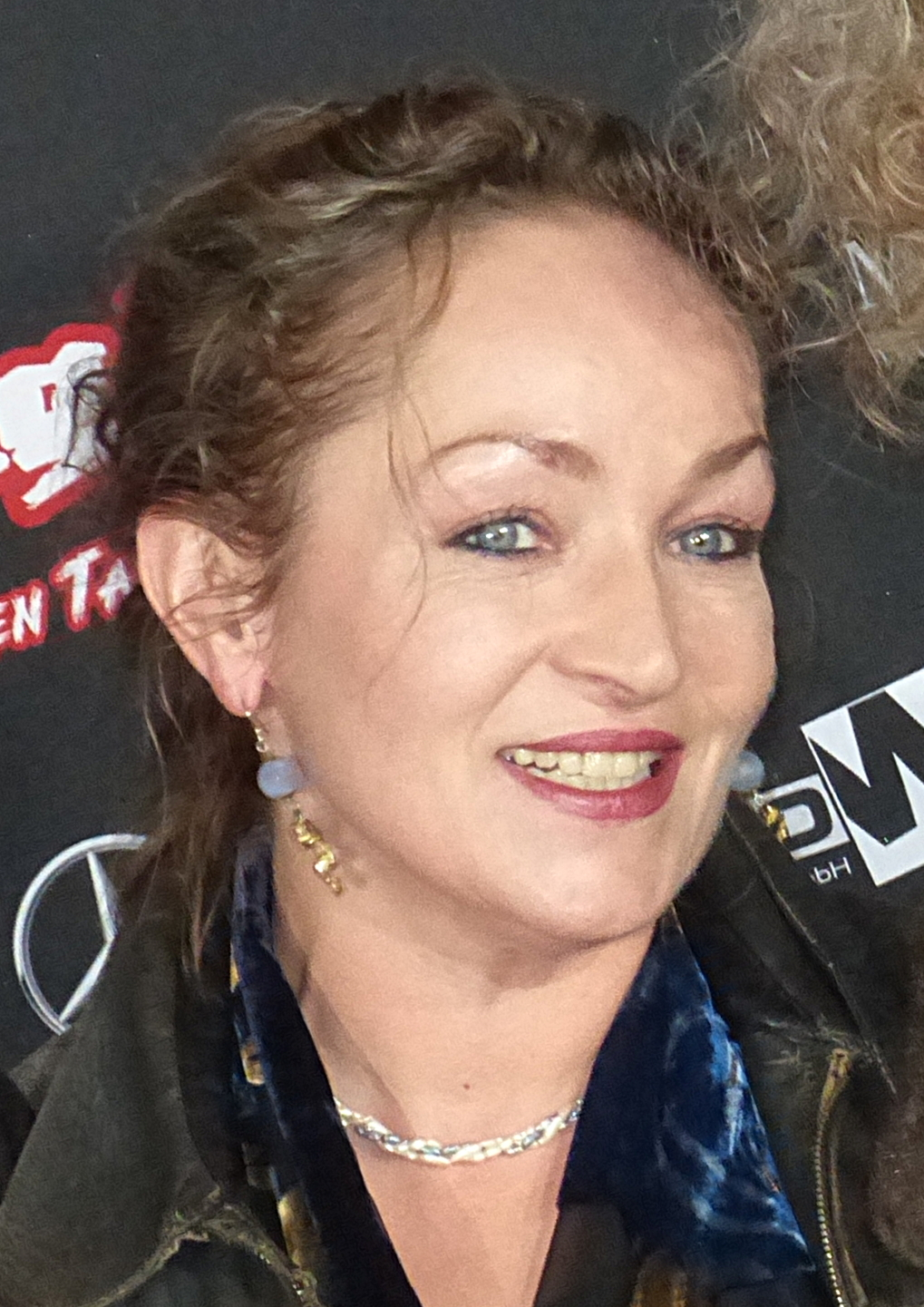
2013

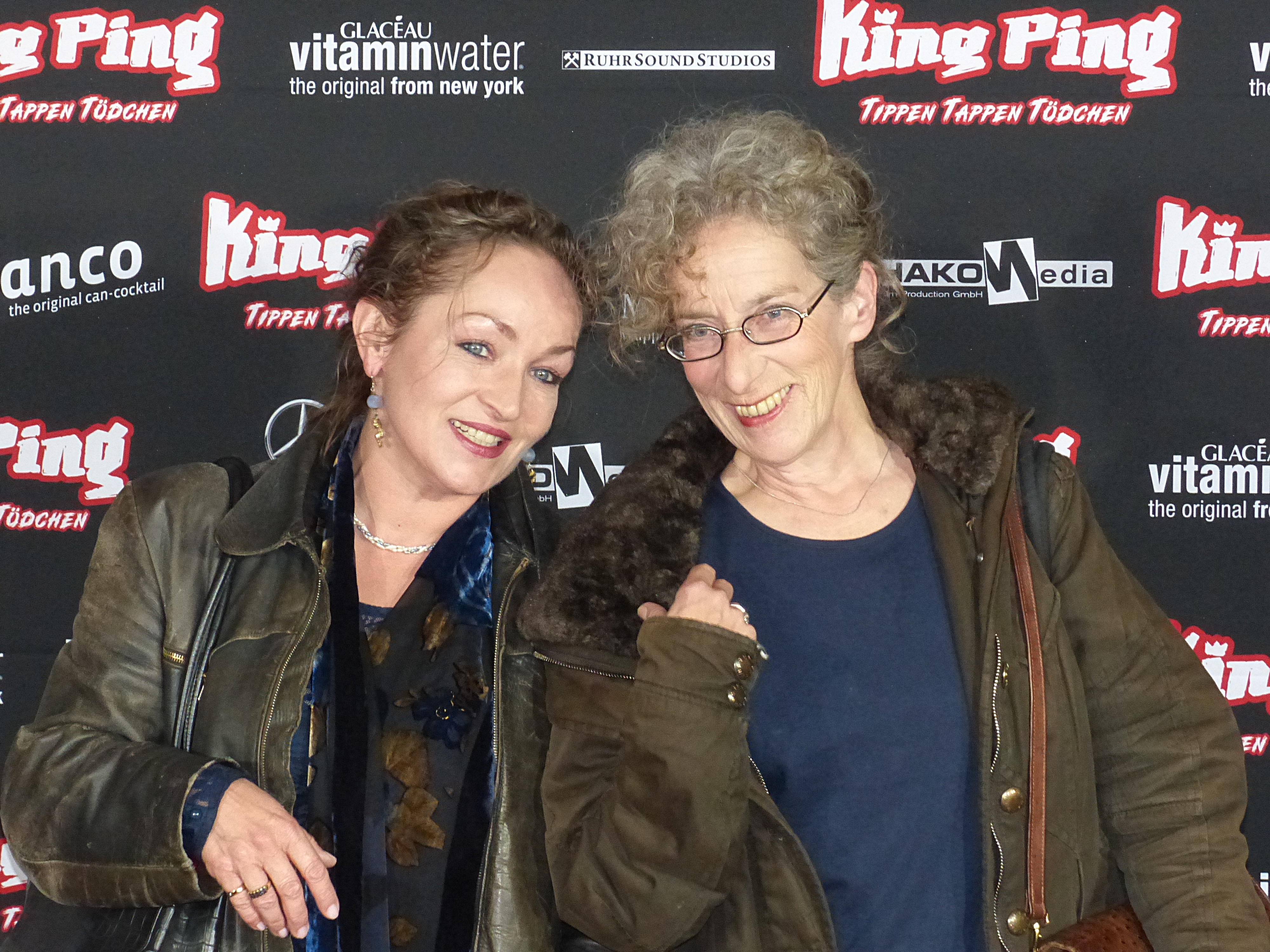
Angelika Bartsch und Gabriele Schulze bei der Deutschlandpremiere von „King Ping“, in Wuppertal, 29. Oktober 2013

Angelika Bartsch (* 27. Mai 1959 in Heilbronn) ist eine deutsche Schauspielerin.

## Leben
Bartsch verließ das Gymnasium mit der mittleren Reife und arbeitete dann zwei Jahre als Erzieherin. Von 1977 bis 1981 erhielt sie ihre Schauspielausbildung an der Westfälischen Schauspielschule Bochum.
Am Schauspielhaus Bochum gab sie 1980 ihr Debüt als Ida in Die Fledermaus. Es folgten weitere Auftritte am Düsseldorfer Schauspielhaus, an den Wuppertaler Bühnen, am Deutschen Nationaltheater Weimar, am Schauspielhaus Hamburg und am Staatstheater Karlsruhe.
Angelika Bartsch ist seit 1981 in zahlreichen Kino- und Fernsehfilmen zu sehen. Wiederholt erschien sie in den Krimireihen Tatort und Ein Fall für zwei. Häufig arbeitete sie auch als Hörspielsprecherin. Seit 1998 ist sie Regieassistentin bei Dokumentarfilm-Produktionen. Von 2000 bis 2006 war sie Dozentin für Darstellung an der Arturo Schauspielschule in Köln. 2007 übernahm sie eine entsprechende Aufgabe an der Theaterschule im Theater der Keller in Köln.
2008 trat sie bei den Gandersheimer Domfestspielen in Bad Gandersheim auf, bei welchen sie als hervorragendste Schauspielerin den „Roswitha-Ring“ erhielt.
Am 23. Januar 2010 trat Angelika Bartsch erstmals als Gast an der Landesbühne Niedersachsen Nord in dem Musical Meta, Norddeich auf, es folgte u. a. die Rolle Marthe in Kleists Der zerbrochne Krug in der Regie des Oberspielleiters Olaf Strieb.
In der ZDF-Vorabend-Krimiserie Heldt ist sie in einer Dauerrolle als Rechtsmedizinerin Dr. Hannah Holle zu sehen.
Angelika Bartsch ist Mitglied im Bundesverband Schauspiel.

## Filmografie (Auswahl)
- 1981: Strommberg – Die letzte Nacht
- 1983: Eisenhans
- 1983: Rote Erde (Serie)
- 1985: Tatort: Doppelspiel
- 1987: Duo Valentianos
- 1988: Tatort: Spuk aus der Eiszeit
- 1989: Tatort: Schmutzarbeit
- 1989: Auf Achse: Abenteuer in Valparaiso
- 1989: Peter Strohm: Damenopfer
- 1989: Peter Strohm: Das blaue Wunder
- 1990: Ein Fall für zwei – Madonna
- 1991: Verurteilt: Anna Leschek
- 1991: Großstadtrevier: Sunny Boy, Lügenbarone
- 1991: Tatort: Animals
- 1992: Rotlicht
- 1993: Ein Fall für zwei – Böses Erwachen
- 1992: Kinderspiele
- 1995: Tatort: Der König kehrt zurück
- 1995: Die Falle
- 1995: Schlafes Bruder
- 1996: Der Mörder und die Hure
- 1996: Tatort: Aida
- 1997: Tatort: Gefährliche Übertragung
- 1997: Frauen morden leichter (Reihe)
- 1997: Ende einer Leidenschaft
- 1997: Die Rättin
- 1998: Das Trio
- 1998: Vollmond
- 1998: Koerbers Akte: Rollenspiel
- 1999: Das Gelbe vom Ei
- 1999: Voll auf der Kippe
- 1999: Tatort: Bienzle und der Zuckerbäcker
- 2000: Nie mehr zweite Liga
- 2001: Im Namen des Gesetzes (Folge 8x05)
- 2001: Tatort: Bestien
- 2002: Elefantenherz
- 2003: Nach so vielen Jahren
- 2005: Alarm für Cobra 11 – Heldentage
- 2005: Gegen jedes Risiko
- 2006: Rohtenburg
- 2008: Berlin 36
- 2010: Tatort: Klassentreffen
- 2010: Tatort: Am Ende des Tages
- 2010: Unter dir die Stadt
- 2011: SOKO Kitzbühel – Sunset
- 2011: Das Glück ist ein Kaktus
- 2012: Heiter bis tödlich: Morden im Norden – Ein Fall mit Überlänge
- 2013: Der letzte Bulle – Grubengold
- 2013–2021: Heldt
- 2013: King Ping – Tippen Tappen Tödchen
- 2013: SOKO Stuttgart (Folge 5x06)
- 2014: Mord mit Aussicht – Lovehotel Traube
- 2014: Besondere Schwere der Schuld
- 2015: Tatort: Erkläre Chimäre
- 2015: Auf der Straße
- 2015: Alles Klara – Kalte Herzen
- 2016: Alles Klara – Tod eines Köhlers
- 2018: Wilsberg – Mörderische Rendite
- 2019: Morden im Norden – Die verlorene Tochter
- 2021: Du sollst nicht lügen (Miniserie)
- 2021: Tatort: Borowski und der gute Mensch
- 2022: Tatort: Gier und Angst
- 2022: Die Kanzlei: Gratwanderung
- 2023: Tatort: Du bleibst hier
- 2023: Tatort: Love is Pain
- 2023: Bettys Diagnose – Ganz oder gar nicht

## Hörspiele
- 1999: Ken Follett: Die Säulen der Erde – Regie: Leonhard Koppelmann (Hörspiel (9 Teile) – WDR)
- 2019: Die drei ??? Höhenangst (Folge 201) – Regie: Heikedine Körting – Europa